# Centre sociale de dreapta

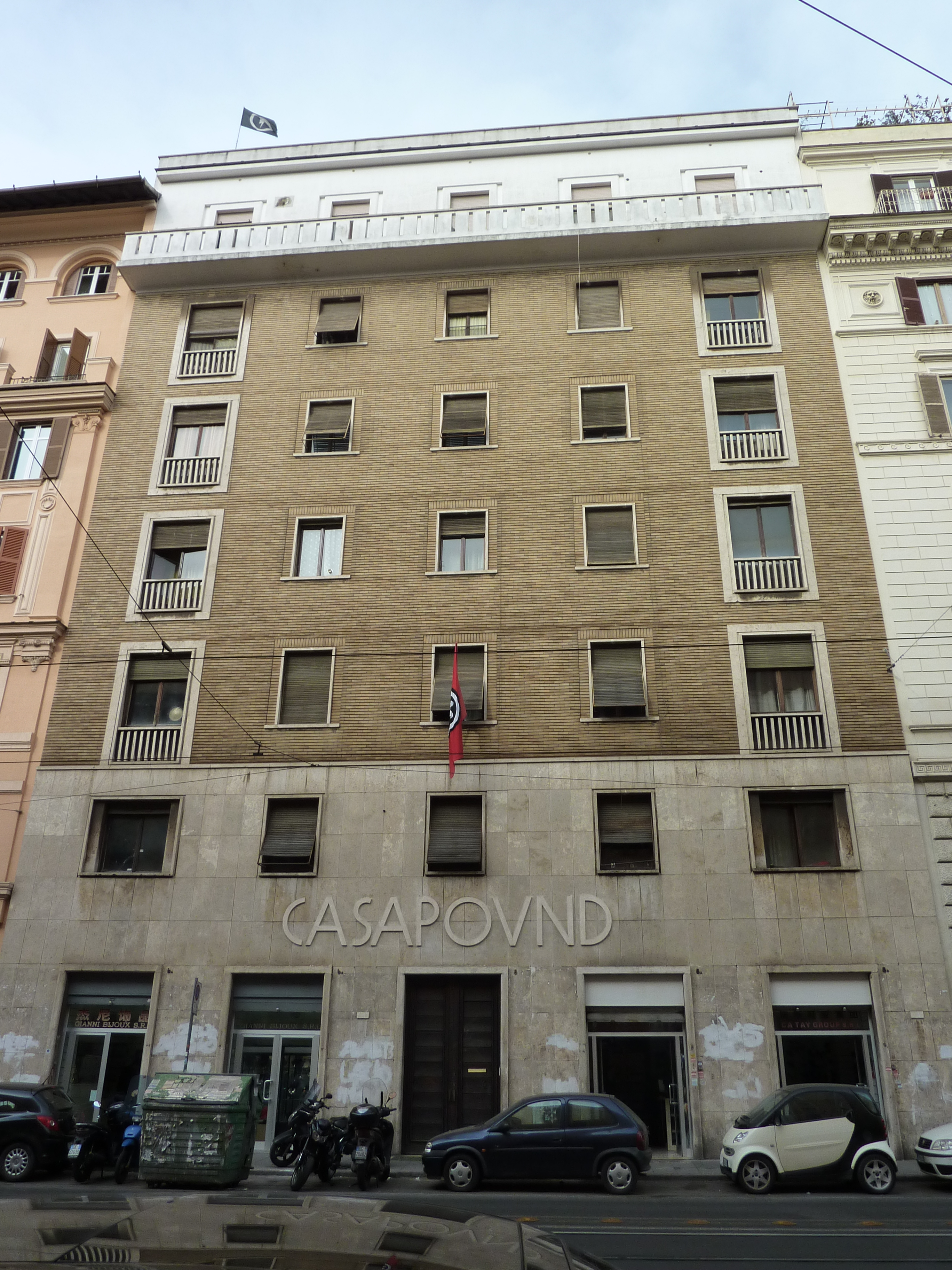
Clădirea mișcării CasaPound în Roma.

Centrele sociale de dreapta sunt centre sociale⁠(d) înființate de către neofasciști. Inspirați de acțiunile mișcărilor de stânga⁠(d) din anii '60, membrii mișcărilor de extremă-dreapta din Italia au început să ocupe clădiri neutilizate, cu precădere în zona provinciei Roma, și să le utilizeze în scopuri personale. La mijlocul anilor 1990, sprijiniți de diverse partide și fracțiuni politice, aceștia au înființat centre de tineret (fr) pentru neofasciști. Cea mai cunoscută este clădirea mișcării italiene CasaPound.

## Italia
Primele centre au fost înființate în Italia în anii '80. În 1990, membri ai organizației de tineret Fronte della Gioventù a Mișcării Sociale Italiene⁠(d) au ocupat o clădire în Roma și au înființat un centru social sub denumirea de Il Bartolo. În 1998, activiștii italieni au ocupat o altă clădire în Roma și au creat centrul social PortAperta. În clădirea respectivă sunt organizate concerte.
În 2002, neofasciștii au ocupat o clădire și au creat centrul social CasaMontag. Pe 22 septembrie, naționaliștii italieni au înființat în altă clădire centrul Foro 753.

### CasaPound
Pe 23 decembrie 2003, neofasciștii italieni au ocupat o clădire pe colina Esquilina (Via Napoleone III) și au înființat celebrul centru social CasaPound. În iunie 2008, CasaPound a devenit „asociație de promovare socială” și și-a schimbat numele în CasaPound Italia. Mișcarea deține astăzi numeroase centre sociale în Italia: Circolo Futurista Casalbertone în Roma, Casa d'Italia in Colleverde și CasaPound Latina în Latina, Lazio. Centrul social Area 19 a fost creat în 2008, însă a fost evacuat în 2015.

## Spania
În Spania există centre social de dreapta în Madrid și Zaragoza. Hogar Social Zaragoza a fost ocupată în iunie 2014. Hogar Social Ramiro Ledesma⁠(d) este o mișcare înființată în 2014 a cărei membri obișnuiesc să ocupe diverse clădiri și să organizeze manifestații cu mii de protestatari.

## Ucraina
În timpul revoluției ucraineane din 2014, naționaliștii au ocupat o clădire în centrul Kievului. Clădirea a fost utilizată ca sediul central al batalionului Azov. Aceștia au înființat în 2016 centrul social Casa Cazacilor (în ucraineană Козацький Дім), fiind inspirați de către italienii de la CasaPound. Clădirea găzduiește biblioteca cercului literar „Flacăra” (în ucraineană Літературний клуб "Пломінь"), cluburi sportive, un studio de înregistrări și un salon de tatuaje.

## Franța
Bastionul Social⁠(d) a fost o mișcare neofascistă franceză a cărei strategii cuprindea organizarea de proteste, acordarea de ajutoare nevoiașilor și ocuparea clădirilor neutilizate. Aceasta a fost înființată în 2017 când membrii asociației studențești Groupe Union Défense au ocupat o clădire în Lyon. Filiale ale mișcării s-au extins și în alte orașe. GUD a fost interzisă în 2019 de către guvernul francez.